# ياسوف
ياسوف قرية تقع شرق مدينة سلفيت على بعد 7 كم، وترتفع (600) متر. تقوم على بقعة قرية يشوب في العهد الروماني. وصفها ياقوت الحموي بكثرة الرمان، وينسب إليها عدد من العلماء باسم الياسوفي. أكثر أشجارها الزيتون (960) دونم والفواكه (490) دونم. بلغ سكانها سنة 1961م (585) نسمة.

## تاريخ
وصفها ياقوت الحموي في كتابه معجم البدان (ياسوف: بالسين المهملة وبعد الواو فاء: قرية بسلفيت من فلسطين توصف بكثرة الرمان).

## السكان
يقدر عدد سكان ياسوف بأربع آلاف نسمه يعيش 2000 في الداخل و 2000 في الخارج. وحسب الجهاز المركزي للإحصاء الفلسطيني يقدر العدد 2437 شخص عام 2024.

## مؤسسات ياسوف
تم إنشاء مبنى المجلس القروي المكون من رئيس و9 أعضاء ويوجد بها جمعية تعاونية لعصر الزيتون ونادي للأطفال.
أما المؤسسات التعليمية فيوجد بها مدرسة ثانوي للبنين وأخرى للبنات وكذلك روضة أطفال.

## ينابيع الماء
عين الماء كانت المصدر الوحيد الذي يزود ياسوف والقرى المجاورة لها بمياه الشرب، إلى ان توفرت شبكة المياه القطرية مؤخرا"، أما نبع الدلبة فما زال الناس يستغلونه في ري الأراضي والبساتين المزروعة بالأشجار مثل (اشجار الحمضيات والرمان والتين العجلوني والتوت والإيجاص والتفاح وغيرها الكثير) وكذلك الخضروات مثل (الفلفل والبندورة والباذنجان والباميه والملفوف والقرنبيط والملوخية وغيرها..) فوجود الأشجار والخضروات أعطى المكان ميزة جمالية طبيعية خضراء، فقد تحولت المنطقة إلى منطقة للتنزه بالنسبة لأهل ياسوف والمواطنين من مناطق أخرى حيث يقدم إلى ياسوف العديد من العائلات لقضاء إجازاتهم والتنزه فيها، أقيمت فيها فعاليات ثقافية مثل مهرجان الربيع وهو من المهرجانات المحلية الفلسطينية التي تنظم في كل عام.

## السياحة والآثار
يوجد في ياسوف مقام قديم (مسجد أبو الزرد) يعلو قمة أعلى جبال القرية ويسمى باسمه (أبو الزرد) وكان يستخدم في الماضي كنقطة شرطية لتبادل الإشارات والتخابر للتحذير من وقوع مخاطر كما هو الحال في قمم الجبال باتجاه مدينتي نابلس ورام الله، ويوجد لهذا الجبل ميزة على سطحه فأرضه عبارة عن سهل مسطح ويمتاز أيضا" بخصوبة تربته التي كانت تستخدم لزراعة الخضروات مثل البندورة والبطاطا والبصل ويقومون بري مزروعاتهم من بئر الماء الموجود على سطحه وكان هذا البئر اشبه بالمعجزة كان السكان يشربون منه لعذوبة مائه ويرون مزروعاتهم منه ولا ينضب الماء منه ابدا" ويبقى على نفس المستوى، إلا انه في السنوات القليلة الماضية لا يعرف سبب جفافه، ويمكن للناظر من قمة أبو الزرد ان يرى الشاطيء الفلسطيني والمدن الساحلية وذلك عندما يكون الجو صحوا".
كمايوجد في القرية أيضا" مسجد عمري يستخدمه الأهالي للصلاة إلى جانب مسجد أخر تم تشيده مؤخرا" على نفقة (الحاج/ حسن خضر حسين)، كما يوجد أثر لبوابات عثمانية قديمة ونقوش ورموز أثرية منقوشة على بعض المباني القديمة والصخور خصوصا" في منطقة الجناين، بالإضافة إلى الكهوف والمغارات على امتداد القرية حيث تم اكتشاف أضرحة (توابيت صخرية) منحوتة كانت قبور لشخصيات كبيرة وهذه دلالة على قدم القرية ومكانتها في الماضي.

## الاقتصاد
في الماضي معظم السكان يعتمدون في معيشتهم على الزراعة خصوصا" أشجار الزيتون، فشجرة الزيتون المباركة تستحوذ على المساحة الأكبر المزروعة من أراضي القرية كماهوالحال بباقي قرى فلسطين بالإضافة إلى اشجار اللوز والتين وكروم العنب، وكذلك زراعة الحبوب في الأرض البعلية (القمح، الشعير، العدس، الفول والحمص.. وغيرها)، كان إنتاج المحاصيل الزراعية من الحبوب في السابق يصل إلى حد الاكتفاء الذاتي ويزيد عن حاجتهم ويسوقون ما زاد من المحصول، الآن الكثير من اراضي ياسوف تمت مصادرتها ونهبها من قبل الاحتلال وأصبح يتعذر على المزارعين حتى الوصول إلى ارضهم لفلاحتها وحرثها فقد تحول موسم قطف الزيتون إلى موسم للمعاناة لما يلاقيه المزارعون من مضايقات من المستوطنين يمنعون من الوصول إلى مزارعهم ويتعرضون إلى التنكيل والمضايقات الأمر الذي أدى إلى ترك الأرضي بور بلا فلاحة لا حراثة والأشجار بلا خدمة فقد انخفض الناتج من زيت الزيتون في القرية إلى حوالي 40% والناتج الزراعي من الحبوب انخفض إلى ما يقارب الصفرحيث لم يعد هنالك زراعة للحبوب بأنواعها، وما زاد الطين بلة كما يقال ما جلبه المستوطنون من قطعان للخنازير وتسريحها في القرية والقرى المجاورة بقصد تخريب الأرض والمزروعات وإتلافها لهدف التضيق على المواطنين وتطفيشهم خارج البلاد.
في الماضي القريب وبعد الاحتلال وتطور الحياة وصعوبة الحصول على فرص عمل للشباب توجه الكثير من شبان القرية للعمل داخل الخط الأخضر إلا أن ظروف الحصار والإغلاق طال الكثير منهم وأثر سلبا" على مصدر الكسب للعديد من معيلي الأسر وهذا الوضع أدى إلى الأزدياد في عدد العاطلين عن العمل.

## ياسوف تحت الاحتلال الإسرائيلي
هاجم المستوطنون القرية عدة مرات، وقرية ياسوف وغيرها الكثير من قرى محافظة سلفيت تتعرض باستمرار لاعتداءات من قطعان المستوطنين وجنود الاحتلال، خاصة في موسم قطاف الزيتون في محاولة منهم لمنع المواطنين من جني ثمار محاصيلهم والوصول إلى أراضيهم.
عام 2009 أحرق المستوطنون مسجد ياسوف، وفي عام 2014، أقدم عشرات المستوطنين بحماية جنود الاحتلال على إحراق وتكسير عدد من أشجار الزيتون في منطقة «المسامك» بقرية ياسوف قضاء محافظة سلفيت، التي تعود ملكيتها للمزارعين نافذ وعصام علي منصور.
وطبقًا لمصادر في القرية فإن الأرض المستهدفة تقع إلى الشمال من ياسوف بالقرب من مستوطنة تفوح، حيث قام الأهالي والمزارعين بالتصدي للمستوطنين وثنيهم عن إحداث المزيد من الأضرار بالممتلكات.

- في 26 فبراير 2020، أعطب مستوطنون من عدد من المستوطنات والبؤر الاستيطانية المحاذية للقرية إطارات 13 مركبة وخطوا شعارات عنصرية فيها.[5]
- في 14 يوليو 2020، أخطرت سلطات الاحتلال الإسرائيلي نيتها الاستيلاء على نحو 1,401 دونمًا من أراضي القرية قرب حاجز زعترة لصالح محطة ضخ مياه إلى مستوطنة كفار تفوح.[6][7]
- في 6 ديسمبر 2020، قطع مستوطنون إسرائيليون حوالي 38 شجرة زيتون مُعمرة من حقول البلدة قُرب مستوطنة ريحاليم، ودمروا الجدران الاستنادية فيها.[8]